# George Petrou
George Petrou (en grec moderne : Γιώργος Πέτρου) est un chef d'orchestre et pianiste grec. Il est le directeur artistique d'Armonia Atenea, qui emploie des instruments modernes ou anciens et joue un vaste répertoire allant de la musique baroque à l'époque moderne. George Petrou joue également avec d'autres orchestres, notamment celui de la radio de Munich, le Concerto Köln, l'Orchestre symphonique de Berne, l'Orchestre d'État d'Athènes, le Philharmonique de Bratislava et Musica Viva.

## Carrière
Né à Athènes, George Petrou étudie le piano au Conservatoire d'Athènes, puis à la Royal Academy de Londres, avec le soutien de la Fondation Onassis. En tant que pianiste, il joue en duo avec le pianiste Christos Papageorgiu, et gagne le concours Redding-Piette en 1995. Ses enregistrements de Haendel ont tendance à présenter les versions finales et des œuvres inconnues, telles que les pasticcios. Ses enregistrements de compositeurs grecs comprennent notamment le Don Crepuscolo de Nikólaos Mántzaros, interprété par la basse Christophoros Stamboglis (2011, MDG LC06768)

## Discographie
George Petrou enregistre pour les labels discographiques Decca, Oehms Classics, Apartée et Musikproduktion Dabringhaus und Grimm (MDG).
Opéras et ballet
- Haendel, Arianna in Creta, HWV 32 Mata Katsuli, Arianna ; Mary-Ellen Nesi, Teseo ; Orchestre de Patras, George Petrou (juillet 2005, MDG) (OCLC 255639182)
- Haendel, Tamerlano - Nicholas Spanos, Tamerlano ; Mary-Ellen Nesi, Andronico ; Tassis Christoyannis, Bajazet ; Orchestre de Patras, George Petrou (24-30 juillet 2006, 3CD MDG) (OCLC 725572877)
- Haendel, Giulio Cesare in Egitto (version de 1724) - Orchestre de Patras, George Petrou (2010, 3CD MDG) (OCLC 972796330)
- Gluck, Il Trionfo di Clelia, Armonia Atenea (3 CD MDG)
- Haendel, Alessandro Severo HWV A13 (pasticcio) avec Nikólaos Mántzaros, Don Crepuscolo (2010, 3 CD MDG 6091674-2) (OCLC 871953547)
- Haendel, Alessandro HWV 21 Max Emanuel Cenčić, Julia Lezhneva ; Armonia Atenea, George Petrou (2-5 et 9-15 septembre 2011, 3CD Decca 478 4699)[3] (OCLC 811206852)
- Beethoven, Die Geschöpfe des Prometheus, op. 43 - Armonia Atenea, George Petrou (Decca)[4] (OCLC 894331410)
- Hasse, Siroe Re di Persia - Max Emanuel Cencić ; Julia Lezhneva ; Armonia Atenea, George Petrou (21-31 juillet 2014, Decca) (OCLC 900645992)
- Mayr, Ginevra di Scozia - George Petrou (2014, Oehms Classics)[5]
- Haendel, Arminio HWV 36 - Max Emanuel Cenčić, Arminio ; Layla Claire, Tusnelda ; Petros Magoulas, Segeste ; Armonia Atenea, George Petrou (7-18 septembre 2015, 2CD Decca 4788764)[6] (OCLC 995242840)
- Haendel, Ottone, rè di Germania - Lauren Snouffer, Ann Hallenberg, sopranos ; Anna Starushkevych, mezzo-soprano ; Max Emanuel Cenčić, Xavier Sabata, contreténors ; Pavel Kudinov, baryton-basse ; Il Pomo d'Oro, George Petrou (22 juin/2 juillet 2016, 3CD Decca) (OCLC 1038405466)

Récitals
- Gluck, Arias Daniel Behle ; Armonia Atenea, George Petrou (4-9 juillet 2013, Decca) (OCLC 897650626)
- Hasse, Arias d'opéra Rokoko - Max Emanuel Cenčić, Armonia Atenea, George Petrou (2013, Decca)[7] (OCLC 870697353)
- Catharsis - Xavier Sabata ; Armonia Atenea, George Petrou (22-26 septembre 2015, Aparté AP143)[8]
- Porpora, Arias d'opéras - Max Emanuel Cencić ; Armonia Atenea, George Petrou (6-9 mars/4-12 septembre 2017, Decca) (OCLC 1023592904)